# Leitfähigkeitsmessverfahren
Mit Hilfe von Leitfähigkeitsmessverfahren kann im Baugewerbe mittels Messung der elektrischen Leitfähigkeit eine Analyse des Bauzustands oder des Baugrundes stattfinden.
Bestimmt wird u. a.:
- die Feuchte des Mauerwerks, anderer Baustoffe oder des Gebälks
- die Konzentration und Verteilung von Salzen im Mauerwerk,
- die Feuchte und der Salzgehalt des Baugrunds

## Allgemeines
Weisen flüssige und feste, nichtleitende Materialien Ionen oder Elektronen als Ladungsträger auf, besitzen sie einen messbaren elektrischen Leitwert. Vor allem in der Elektrochemie finden Messungen der Leitfähigkeit, Konduktometrie genannt, Anwendung. Mit Hilfe von Leitfähigkeitsmessungen in flüssigen Stoffen werden in der Prozessmesstechnik die Reinheit und die Konzentration von Elektrolytlösungen bestimmt.
Die Interpretation von Messergebnissen wird durch eine hohe Anzahl von Störgrößen, wie z. B. Kontaktierung, spezifischer Kalibrierung und sich änderndem Salzgehalt erschwert und verkompliziert. Feuchtegehalt und gelöste Salze können durch eine Leitfähigkeitsmessung nicht eindeutig unterschieden werden. Es muss ein enger Kontakt zu dem zu untersuchenden Material erfolgen, um den elektrischen Widerstand zu erfassen.

## Leitfähigkeitsmessverfahren im Boden
Die Leitfähigkeitsmessung in Böden beruht auf der Abhängigkeit des elektrischen Widerstandes des Wassergehalts. Wasser löst die im Boden befindlichen Ionen und ermöglicht deren Transport unter dem Einfluss eines elektrischen Feldes. Üblicherweise wird der Widerstand mit Hilfe von Elektroden gemessen, die zur Vermeidung von Kontaktproblemen in Gipsblöcken eingebettet sind und so in den Boden eingesetzt werden.
Jedoch ist diese Kalibrierung aufgrund der starken Abhängigkeit von im Bodenwasser gelösten Inhaltsstoffen unsicher. Die Leitfähigkeitsmess-Methode wird deshalb nur für Anwendungen mit geringen Genauigkeitsanforderungen verwendet. Eine weitere, zerstörungsfreie Methode zur Messung der Bodenleitfähigkeit ist das Messen mit Hilfe der elektromagnetischen Induktion.